# Vat (kolostortemplom)
A vat vagy wat (thai: วัด wat, lao: ວັດ, vad, khmer: វត្ត, wōat) kolostortemplomok elnevezése Thaiföldön, Kambodzsában és Laoszban.

## Bevezető
Szigorú értelemben a vat egy buddhista szent terület, amelyben van egy vihára (a szerzetesek részére), egy templom, egy lakóépület és oktatási épület. Fontos követelmény továbbá, hogy legalább három állandó szerzetes lakója (bhikkhu) legyen. Hétköznapi értelemben azonban szabadabban használják a kifejezést, olykor még ősi templomok romjaira is. Tranzitív illetve intranzitív igei alakja azt jelenti, hogy megmérni, lemérni, összehasonlítani.
A thai emberek mindenféle vallási építményre használják a vat kifejezést, kivéve a mecsetekre (thai: สุเหร่า - szurao, มัสยิด - maszdzsid, vagy โบสถ์ของอิสลาม - bot khong itsalam, szó szerint "iszlám templom"). Így a vat csin kínai templomot (buddhista vagy taoista), a vat khaek hindu templomot és a vat khrit vagy vat farang keresztény templomot jelent.
Kambodzsában a vat mindenféle vallási épületre vonatkozhat. Angkorvat (អង្គរវត្ត) jelentése "templomok városa".

## Típusok

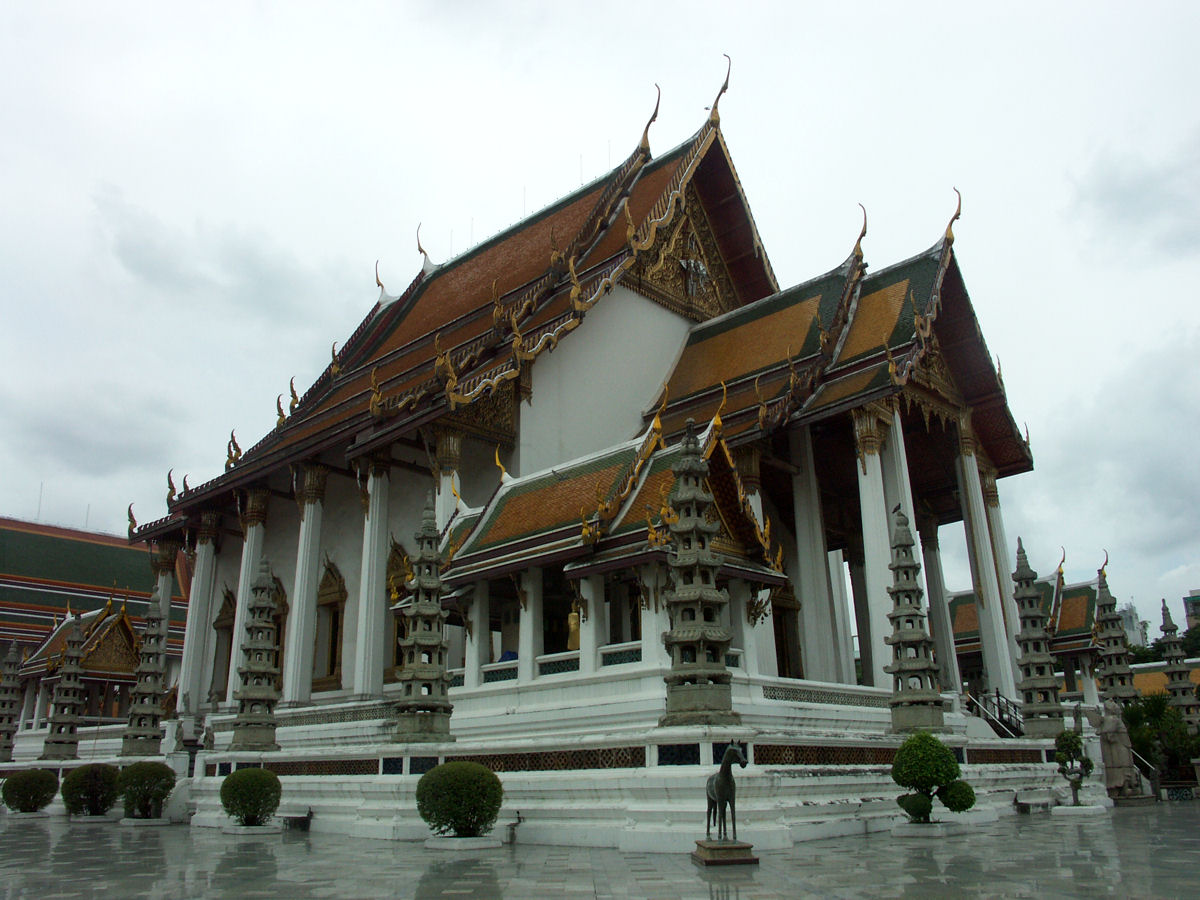
Bangkok egyik legjelentősebb templomának, a Szuthat templom gyűlésterme (Phra Viharn Luang).

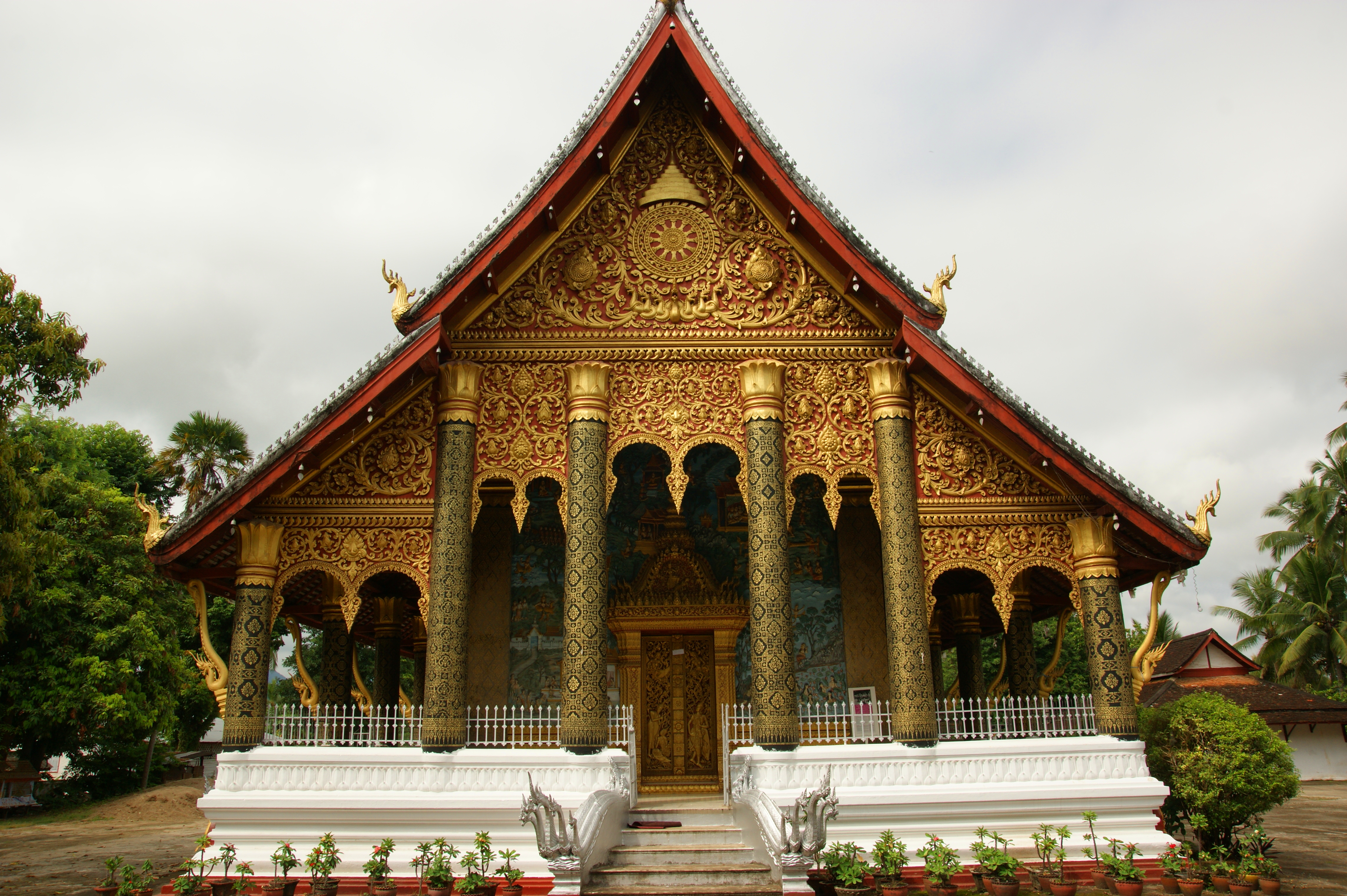
A Mahathat templom előnézete(Luangprabang), Laosz)

A thai törvények szerint kétféle buddhista templom létezik:
- vat (วัด) - állami támogatású (ilyenkor határkövet kapnak jelképesen (วิสุงคามสีมา - Bai sema), vagy területét a király adományozta. Ezek lehetnek:[1]
  - királyi templomok (พระอารามหลวง; phra aram luang)
  - magán templomok (วัดราษฎร์; wat rat)
- szamnak szong (สำนักสงฆ์) - állami támogatás határkő nélküli templomok.

## Szerkezete
Egy tipikus buddhista vat a következő épületekből áll:
- csajtei vagy csedi (khmer: ចេតិយ), (thai: เจดีย์)  (a szanszkrit csaitja, templom szóból) - általában kúpos vagy harang alakú épület, amelyben olykor Buddha-ereklyét őriznek
- vihear (khmer: វិហារ),vihan (thai: วิหาร) a szanszkrit vihára szóból - gyülekező és imaterem
- mondop (thai: มณฑป) (a szanszkrit mandapa) - általában nyitott, négyzetalapú épület négy ívvel és piramis alakú tetővel, ahol vallási szövegeket és tárgyakat üdvözítenek
- szala (khmer: សាលា), (thai: ศาลา)  (a szanszkrit sala - iskola szóból) - fedett kültéri pavilon különféle tevékenységekhez
- bot (thai: โบสถ์) vagy uboszoth (thai: อุโบสถ์, a páli upószatha kifejezésből) - a legszentebb imaterem, vagy "beavatási terem", ugyanis az újoncok itt teszik le szerzetesi esküjüket. Építészetileg hasonlít a vihárára, csak az előbbi sokkal díszesebb.
- könyvtár (thai: หอไตร) - Tripitaka könyvtár, ahol a buddhista szövegeket tartják.
- dobtorony (thai: หอกลอง)
- harangtorony (thai: หอระฆัง)
- többfunkciós terem (thai: ศาลาการเปรียญ)

A szerzetesek élettere elkülönül a szent épületektől. A thai templomok tetejét gyakran díszítik ún. csofákkal.

## Példák

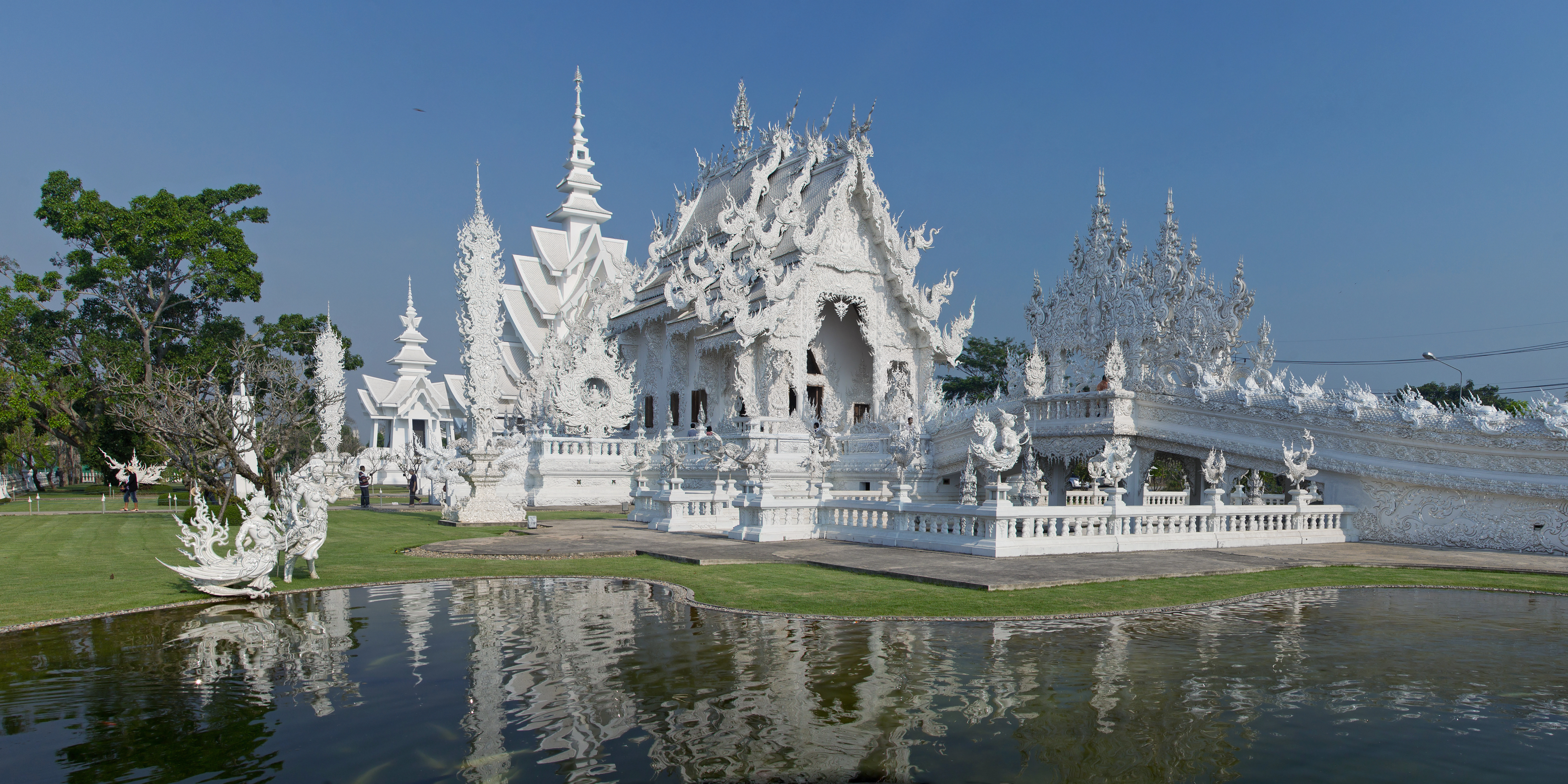
A különleges stílusú Vat Rong Kun.

Példák ismertebb vatokra:

### Kambodzsa
- Angkorvat, Sziemreap
- Vat Preah Keo, Phnompen
- Vat Botum Vathey, Phnompen
- Vat Moha kolostor, Phnompen
- Vat Ounalaom, Phnompen
- Vat Phnom, Phnompen
- Vat Bakan, Purszat

### Laosz
- Pha That Luang, Vientián, Laosz
- Vat Hszieng Thong, Luangprabang

### Thaiföld
- Bangkok
  - Vat Szuthat, Bangkok, Thailand
  - Vat Bencsamabophit (a márvány templom)
  - Vat Ratcsanadda
  - Vat Phra Kaev
  - Vat Arun
  - Vat Bovonnivet
  - Vat Pho
  - Vat Szaket
- Lanna (Észak-Thaiföld)
  - Vat Phrathat Doi Suthep, Csiangmaj
  - Vat Csiang Man, Csiangmaj
  - Vat Csedi Luang, Csiangmaj
  - Vat Phra Szingh, Csiangmaj
  - Vat Phra Maha Csinadhatucsao Doi Tung (Wat Phrathat Doi Tung), Csiangraj
  - Vat Phra That Lampang Luang, Lampang
  - Vat Phumin, Nan
- Egyéb területek
  - Vat Rong Kun
  - Vat Phra Pathom Csedi, Nakhon Pathom

### Malajzia
- Vat Phothivihan

## Galéria

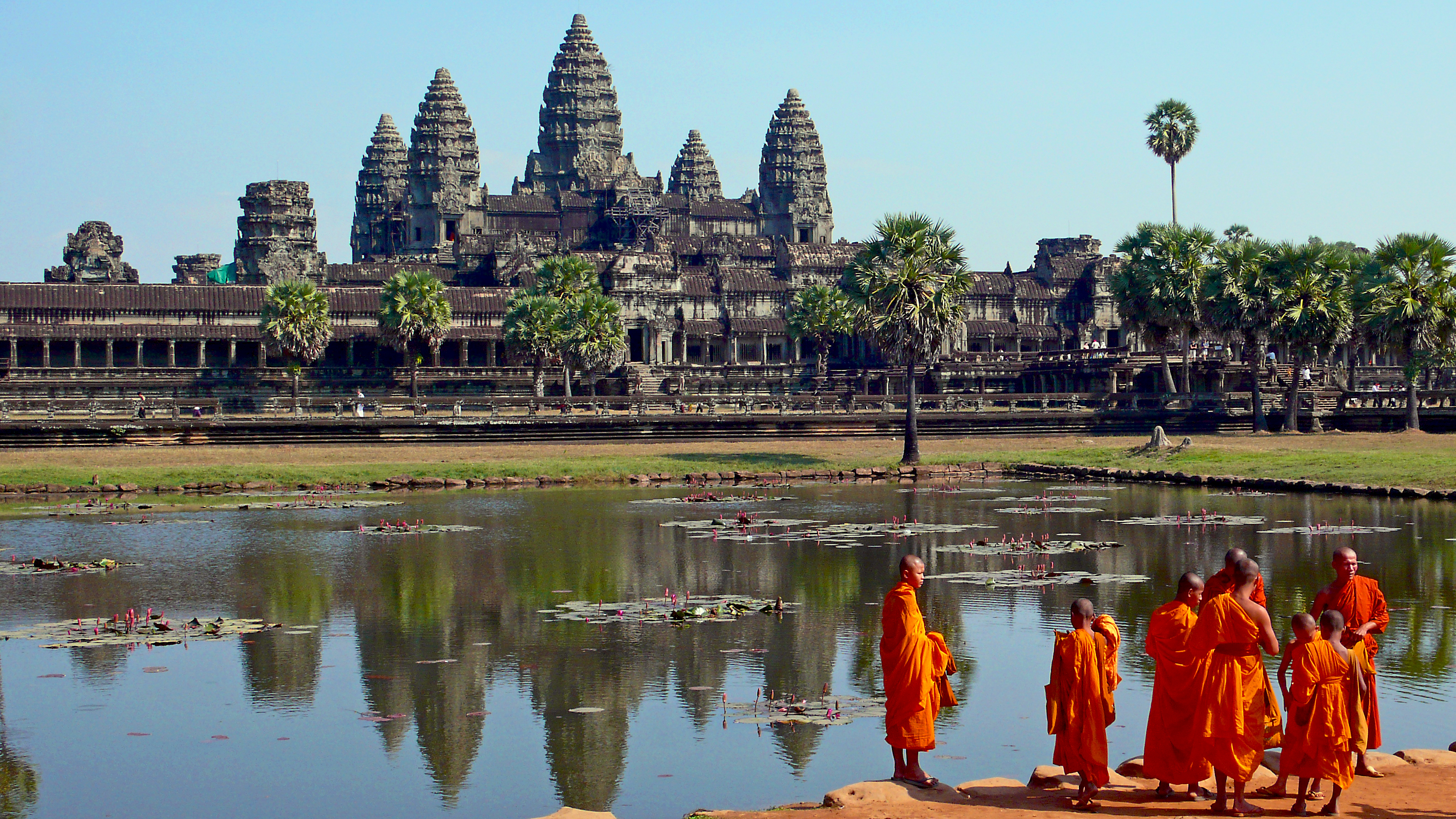
Angkorvat, Sziemreap, Kambodzsa
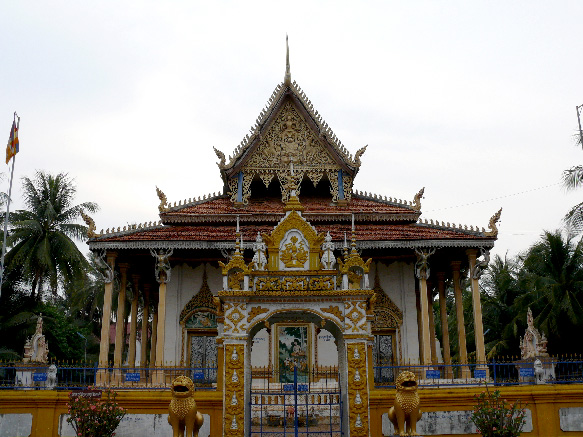
Vat Peapat, Battambang, Kambodzsa
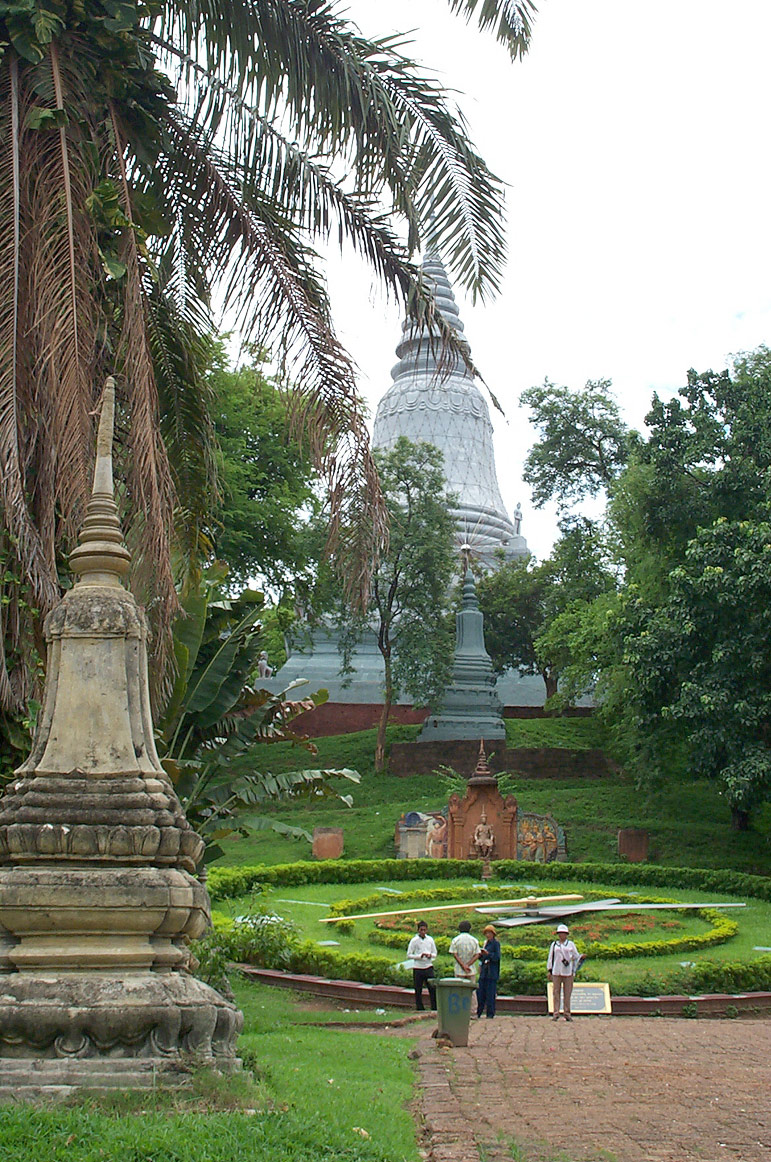
Vat Phnom, Pnompenh, Kambodzsa
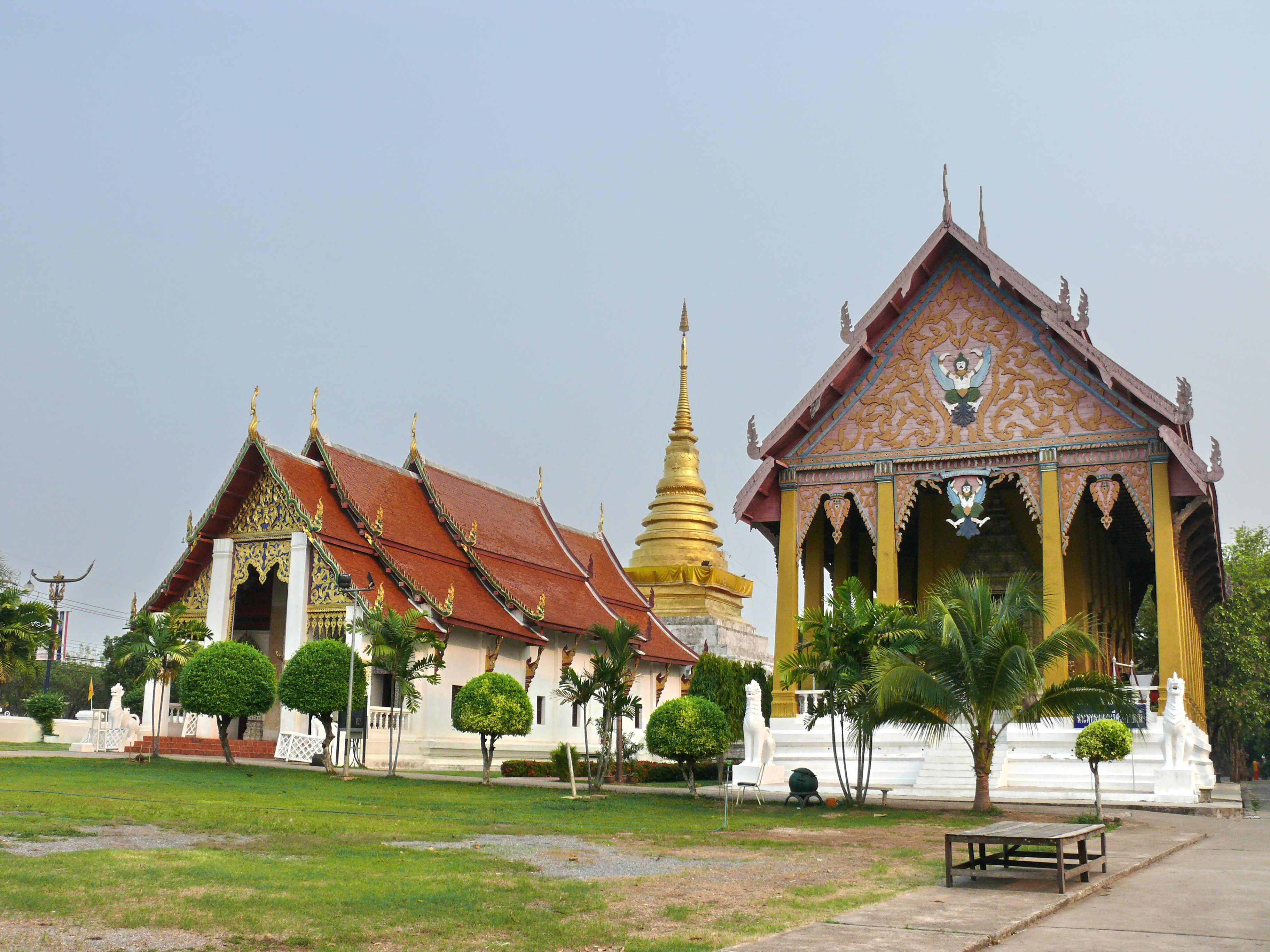
Két viharn és egy csedi a Phrathat Csangkam templomban, Nan, Thaiföld
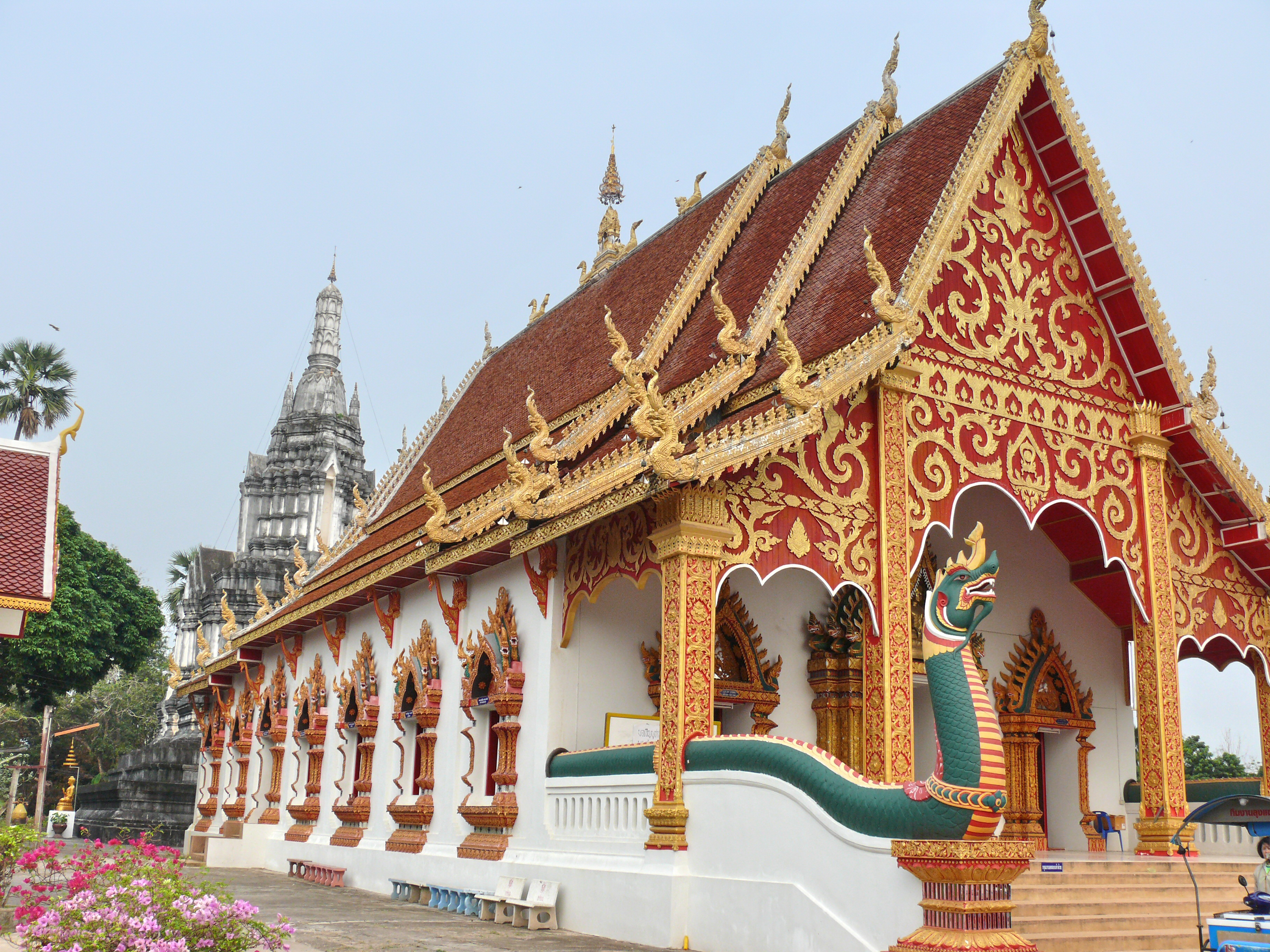
Csedi és viharn a Szuantan templomban, Nan, Thaiföld
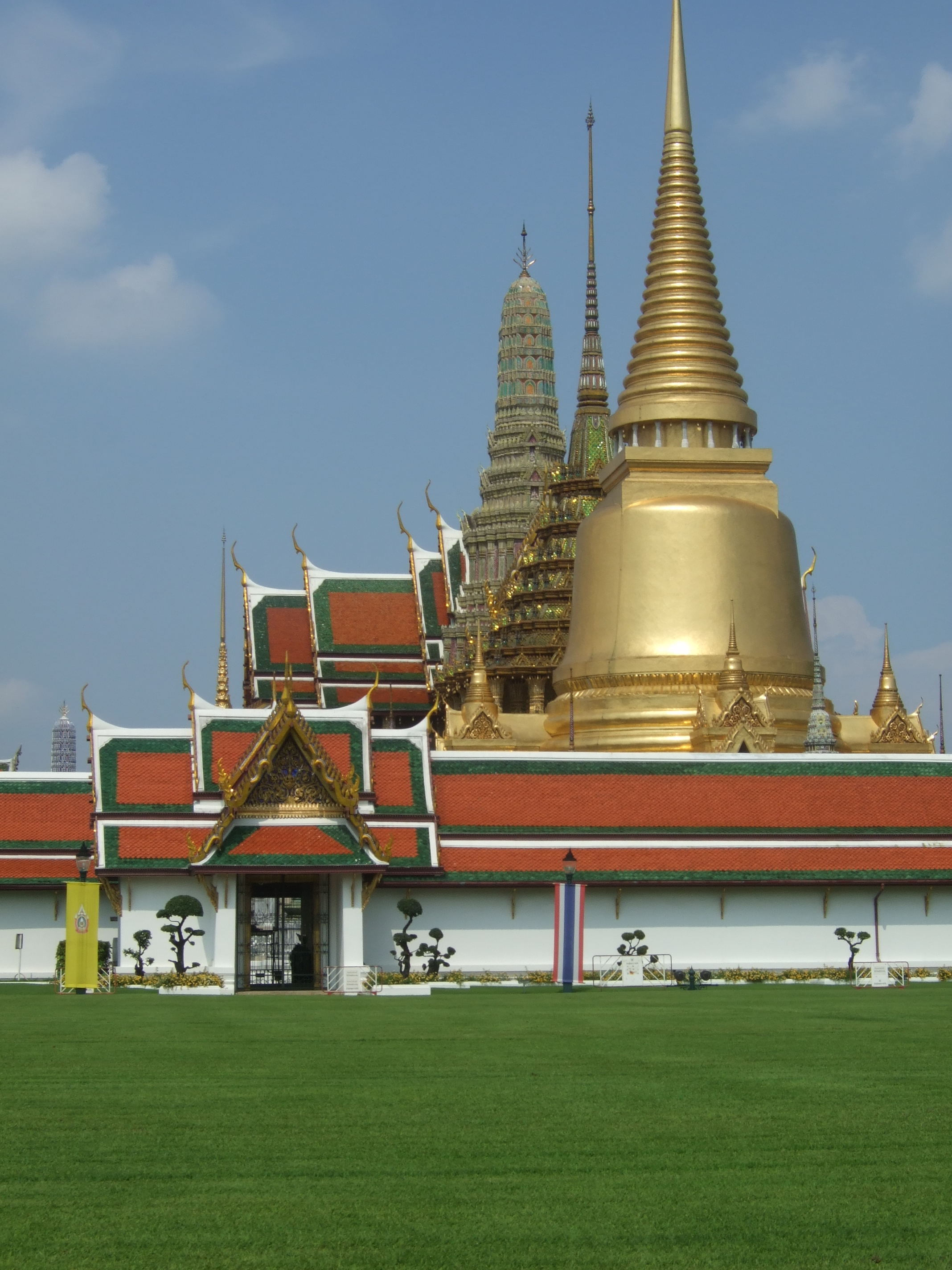
Vat Phra Kaev, Bangkok, Thaiföld
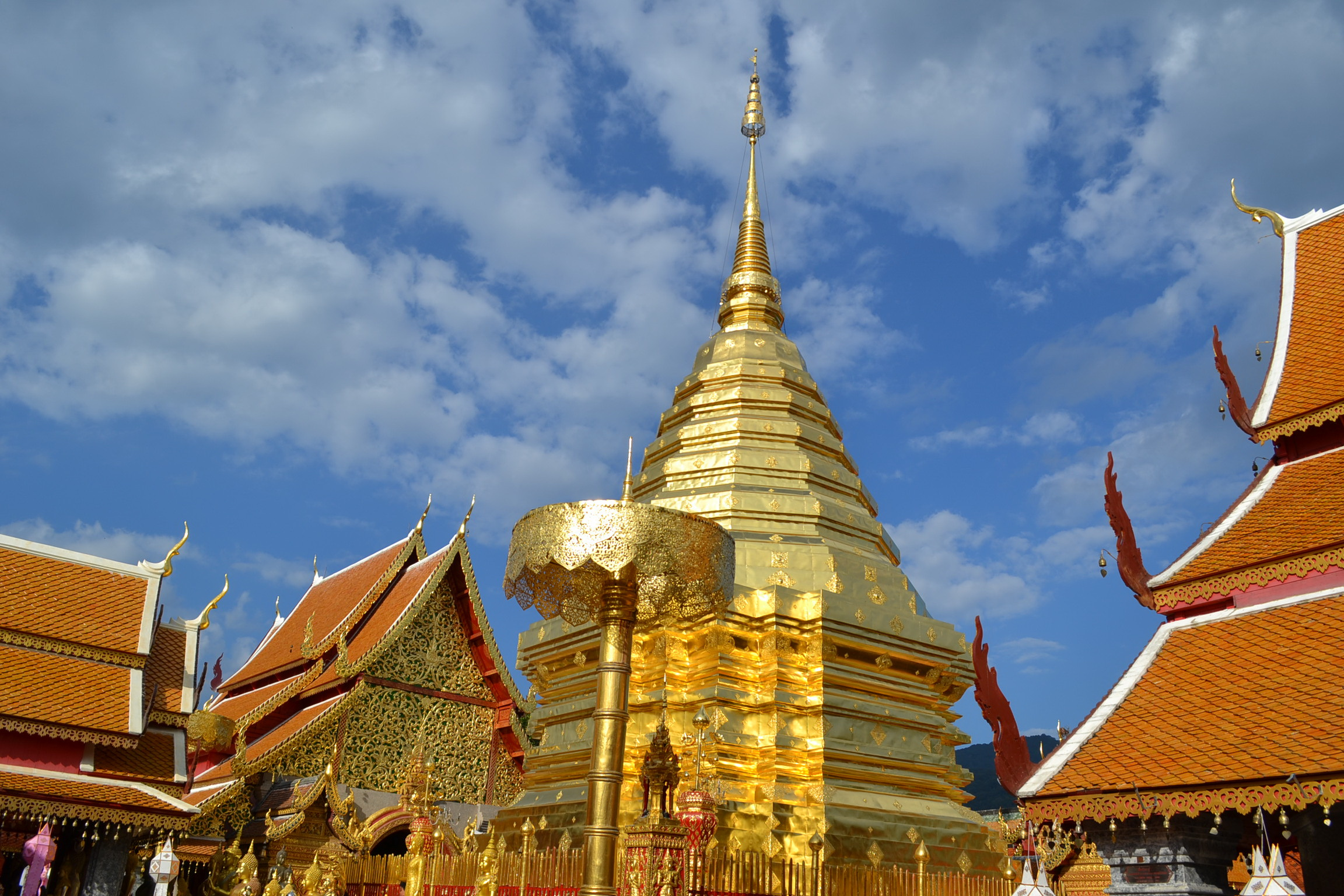
Vat Phrathat Doi Szuthep, Csiangmaj, Thaiföld
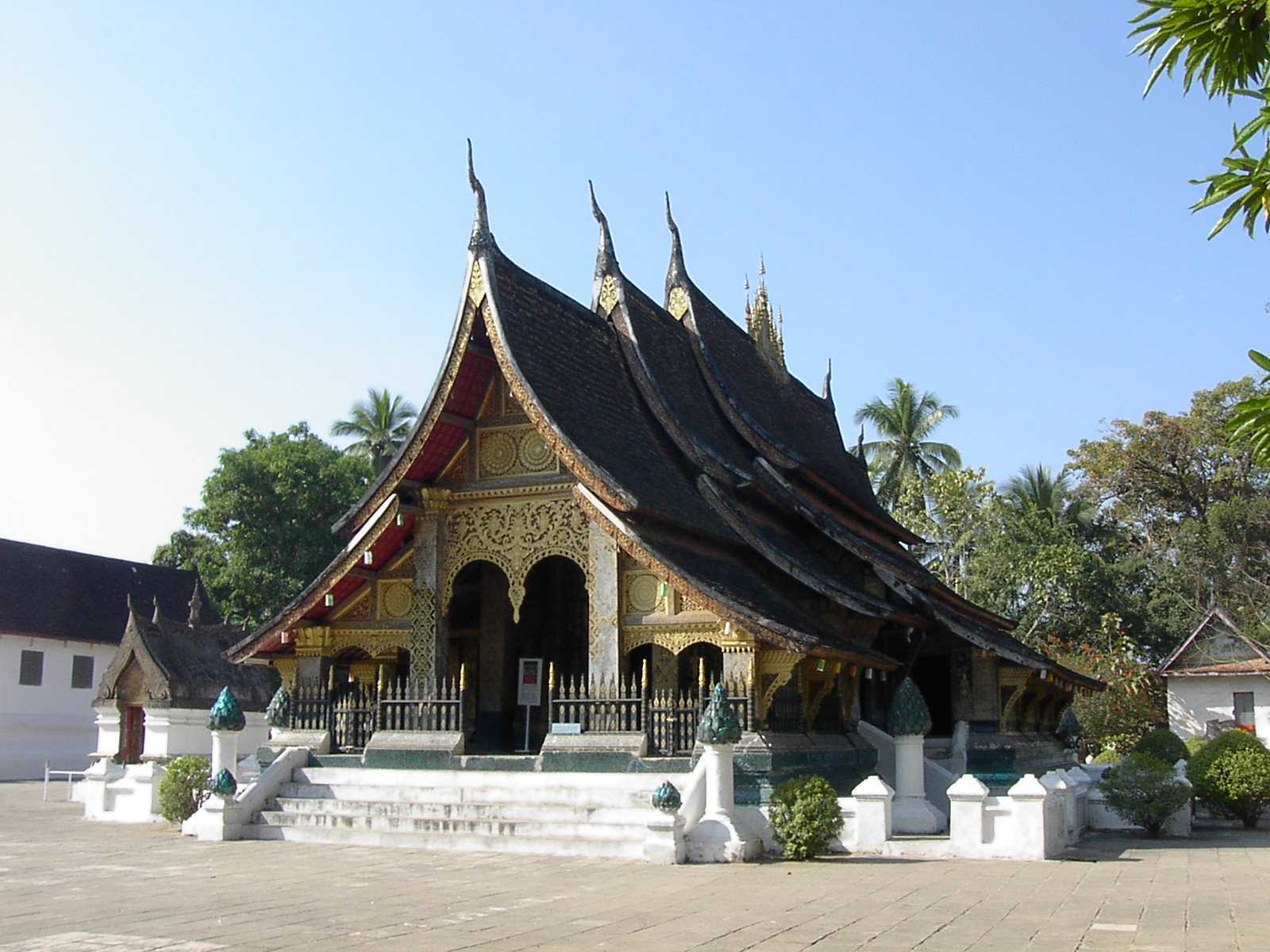
Vat hsziengthong, Luangprabang, Laosz